# Kloster Novara di Sicilia
Das Kloster Novara di Sicilia (auch Santa Maria di Vallebona; Nuara) ist eine ehemalige Zisterzienserabtei in Sizilien und vielleicht das erste Kloster des Ordens auf der Insel. Es lag bei der Gemeinde Novara di Sicilia in der Provinz Messina. Es wurde zunächst rund 5 km vom Ortszentrum entfernt im Ortsteil Badiavecchia errichtet, später aber in das Zentrum verlegt.

## Geschichte

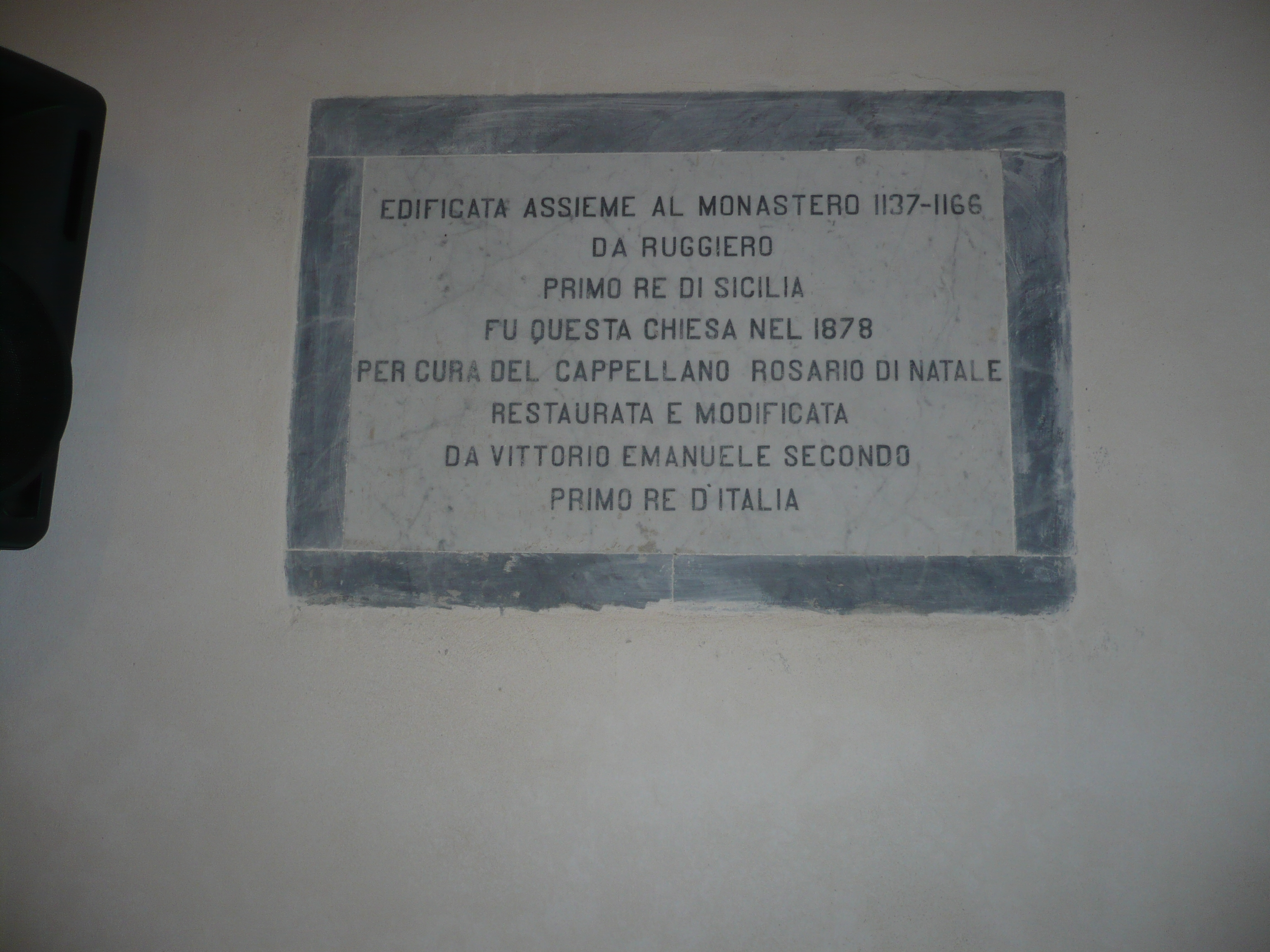
Gedenktafel in der Kirche von Badiavecchia

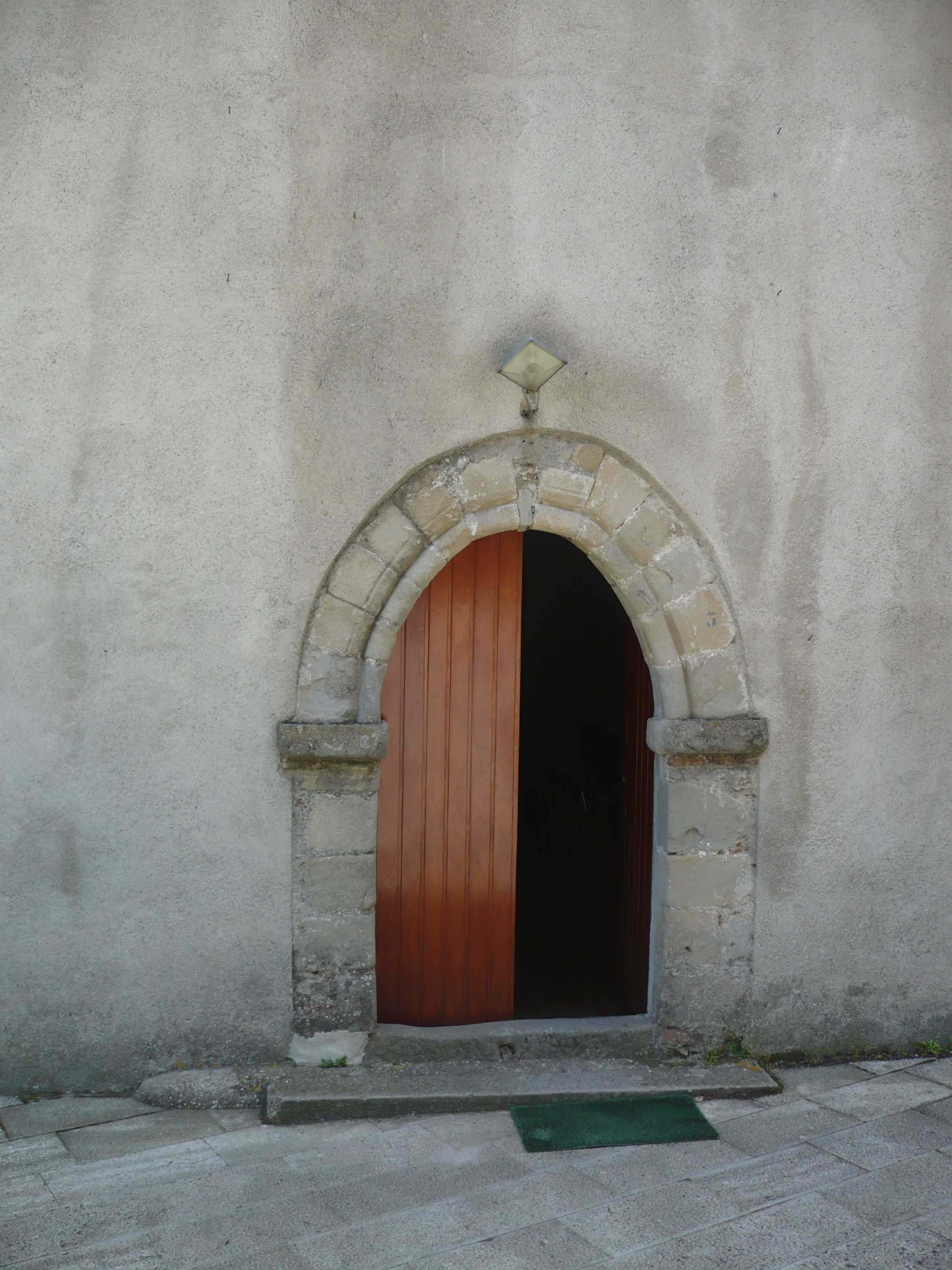
Badiavecchia, Nordostportal

Die gelegentlich in der Literatur und auch auf der Gedenktafel aus dem 19. Jahrhundert in der alten Abteikirche behauptete Klostergründung im Jahr 1137 dürfte wohl nicht den Tatsachen entsprechen. Belegt ist die Förderung durch die Königin Margarita und durch König Tankred. In den Unterlagen des Zisterzienserordens scheint das Kloster erst 1172 auf. Als Mutterkloster gilt Kloster Sambucina. Somit gehörte Novara der Filiation der Primarabtei Clairvaux an. Der erste Abt, Hugo (Ugo), soll ein Schüler von Bernhard von Clairvaux gewesen sein. Von Novara aus wurde das Kloster Santa Maria di Roccamadore gegründet und wohl auch das Kloster Santa Maria di Spanò. Nach einem Erdbeben soll das Kloster 1222 näher an den Ort verlegt ´worden sein. 1444 wurde ein Mönch aus Novara di Sicilia zum Abt des Benediktinerklosters Santa Maria di Maniace berufen, das Papst Bonifatius VIII. 1296 mit dem Kloster Marmosoglio vereint hatte, jedoch scheiterte die Vereinigung am Widerstand aus dem Kloster Maniace. 1659 erfolgte eine weitere Verlegung in das Ortszentrum. Die Zisterzienser zogen sich 1784 aus Novara nach dem Tochterkloster Roccamadore zurück. Nachdem der letzte Kommendatarabt die Anlage verkauft hatte, verfiel diese. Ein Versuch im Jahr 1904, auf dem Gelände des Klosters ein Salesianerinstitut zu errichten, misslang. Später wurde ein kirchliches Waisenhaus errichtet.

## Anlage und Bauten

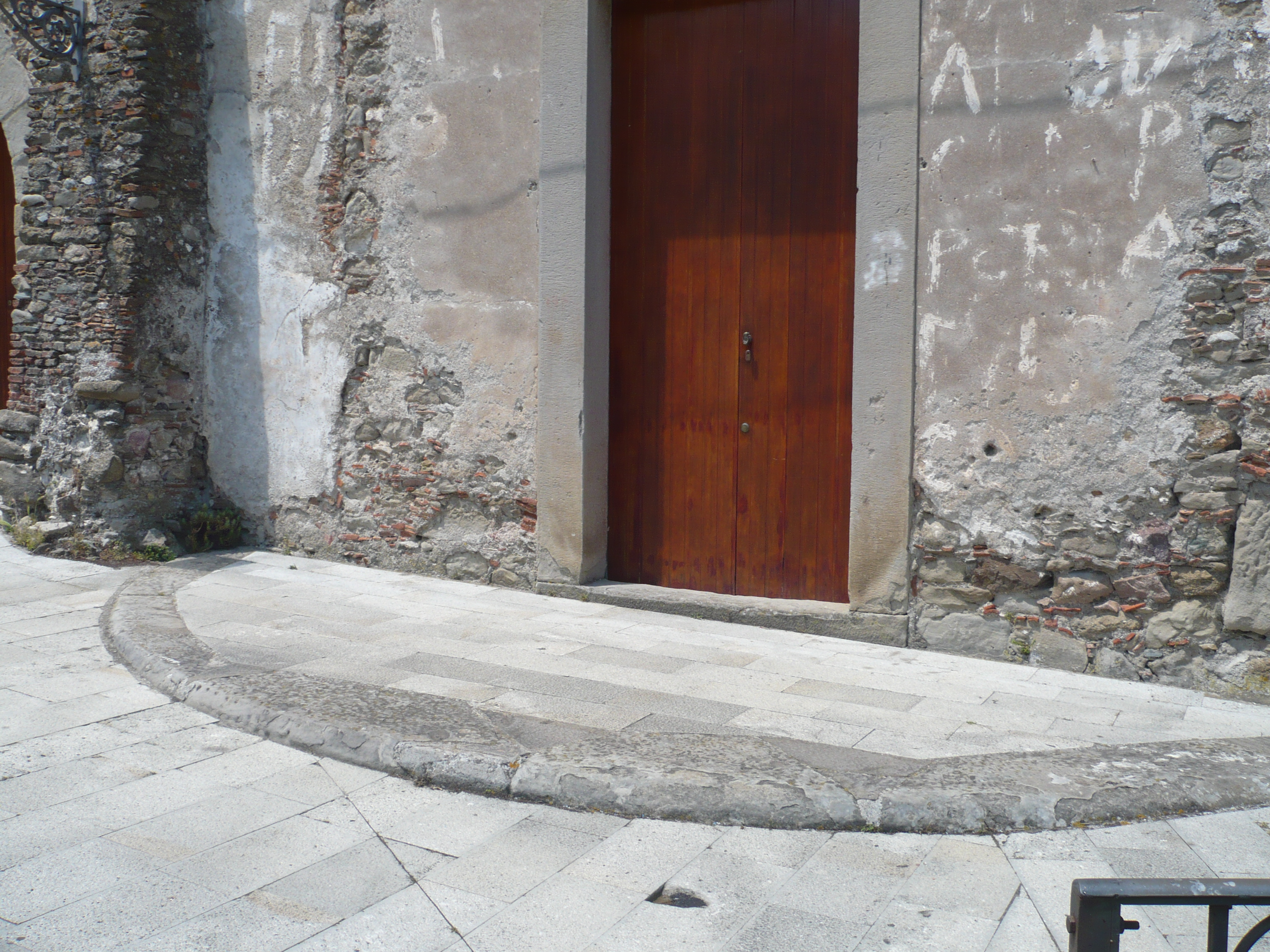
Badiavecchia, Fundament der Ostapsis

Von der alten Abtei in Badiavecchia ist die einschiffige Abteikirche erhalten, die in der zweiten Hälfte des 19. Jahrhunderts erneuert wurde und wohl bei dieser Gelegenheit nach Westen umorientiert wurde. Im Osten der Kirche sind noch Fundamente einer halbrunden Apsis zu erkennen. Die Kirche weist ein vermauertes Westportal und zwei spitzbogige Portale im Norden auf. Die unmittelbar südlich an die Kirche anschließenden Gebäude könnten auf die ursprüngliche Klausur zurückgehen. Die neue Klosterkirche ist erhalten.